# ラ・ノーバ!
『ラ・ノーバ!』は宝塚歌劇団によって制作された舞台作品。花組公演。形式名は「スーパー・レビュー」。24場。作・演出は村上信夫。併演作品は『メランコリック・ジゴロ -あぶない相続人-』。

## 公演期間と公演場所
- 1993年2月19日 - 3月29日　宝塚大劇場[1]
- 1993年6月3日 - 6月28日　東京宝塚劇場[2]

## 解説
※『宝塚歌劇100年史（舞台編）』の宝塚大劇場公演参考。
ダンスシーンをいっぱい散りばめて、全編ラテンのムードで贈る情熱のレビュー。サルサ、メレンゲ、クンビアなどラテンのリズムを色々と取り入れ、従来のラテンもののイメージとは一味違う新しい時代の作品。宇宙海賊のレオンと王女のフィアナ、その恋人のアルコンがノーバという不思議な惑星の王冠を取り合い、地球のラテン諸国をめぐるというスペースヒーロー的なストーリーが繰り広げられた。

## スタッフ
※氏名の後ろに「宝塚」「東京」の文字がなければ両劇場共通。
- 作曲・編曲：吉崎憲治・高橋城・甲斐正人・西村耕次
- 音楽指揮：佐々田愛一郎（宝塚）、清川智巳（東京）
- 振付：喜多弘・羽山紀代美・家城比呂志・前田清実
- 装置：石濱日出雄・関谷敏昭
- 衣装：任田幾英
- 音響：加門清邦
- 小道具：万波一重
- 効果：佐渡孝治
- 演出補：石田昌也
- 演出助手：立ともみ
- 衣装補：田口美香
- 舞台進行：豊田登
- 制作：市橋信男
- 製作担当：津村健二（東京）

## 主な配役
※宝塚・東京共通。
- レオン、愛の男 - 安寿ミラ
- フィアナ - 森奈みはる
- アルコン、愛の女 - 真矢みき
- 女神、ノーバの女 - 華陽子
- マリオ - 未沙のえる
- マドンナ - 美月亜優
- ボンバ - 天地ひかり
- 大魔王 - 磯野千尋
- 踊る男 - 宝樹芽里
- 踊る女、極楽鳥S - 詩乃優花
- 踊る男、歌手 - 橘沙恵
- 踊る男、エスメラルダの男、小悪魔、歌手 - 愛華みれ
- 踊る男、サフィーロの男、マンボとフィナーレの歌手 - 真琴つばさ
- 踊る男、豹A、小悪魔、マンボの歌手 - 紫吹淳
- 踊る男、豹、小悪魔 - 匠ひびき
- 歌手、踊る男、豹 - 姿月あさと
- 踊る男、豹 - 伊織直加
- シンガー、妖精 - 月影瞳